# Sally Hines
Sally Hines (* 28. Juli 1967) ist eine britische Fachbuchautorin, Soziologin, Genderforscherin und Feministin. Ihre Forschung konzentriert sich auf Geschlechter, Sexualität, Intimität und Körper, feministische Theorie und Intersektionalität. Sie ist Professorin für Soziologie und Direktorin für Gleichstellung, Diversität und Inklusion am Department of Sociological Studies der University of Sheffield. Sie promovierte in Soziologie an der University of Leeds mit der Dissertation Transgender Identities, Intimate Relationships and Practices of Care (2004), betreut von Fiona Williams und Sasha Roseneil. Bevor sie 2019 an die University of Sheffield kam, war sie Professorin und Direktorin des Zentrums für interdisziplinäre Genderforschung an der University of Leeds. Zusammen mit Natacha Kennedy ist sie Mitbegründerin und Vorsitzende des Feminist Gender Equality Network, einer Gruppe, „die sich der Bekämpfung von Anti-Trans-Propaganda im In- und Ausland“ widmet.

## Bücher
- Transgender Identities, Intimate Relationships and Practices of Care. Leeds 2004, OCLC 58430947 (englisch, Volltext auf etheses.whiterose.ac.uk [PDF; 22,7 MB] Dissertation Universität Leeds).
- TransForming gender: Transgender practices of identity, intimacy and care. Policy Press, Bristol 2007, OCLC 654790176 (englisch).
- Transgender identities : towards a social analysis of gender diversity. Routledge, New York 2010, OCLC 1076752703 (englisch).
- Gender diversity, recognition and citizenship : towards a politics of difference. Palgrave Macmillan, Houndmills, Basingstoke, Hampshire 2013, OCLC 861120069 (englisch).
- Is Gender Fluid?: A Primer for the 21st Century. Thames et Hudson, London 2018, OCLC 1085379947 (englisch).